# Gegerung (Lingsar)
Gegerung is een bestuurslaag in het regentschap West-Lombok van de provincie West-Nusa Tenggara, Indonesië. Gegerung telt 3768 inwoners (volkstelling 2010).